# Malcolm III de Escocia
Malcom III (1031-13 de noviembre de 1093 en el castillo de Alnwick, Nortumbria) fue rey de Strathclyde o de Cumbria a partir del 25 de abril de 1058, coronado en la abadía de Scone, en Perthshire, y sepultado en la abadía de Dunfermline junto a su segunda esposa, Margarita. Era hijo de Duncan I (1010-1040, asesinado por Macbeth y con él subió otra vez al trono la Casa de Moray o de Atholl). 
Conocido como Canmore, dio inicio al gobierno de la Casa de Canmore, que duraría dos siglos: en gaélico, se decía Ceann mor, Caennmor, que significaba tanto cabeza grande como gran jefe. El largo reinado de Malcolm de 35 años precedió al comienzo de la era Scoto-Normanda.
La segunda esposa de Malcolm, Margarita de Escocia, fue canonizada. Sin embargo Malcolm no ha quedado asociado con ningún establecimiento mayor en religión o formas eclesiásticas, con la excepción de la abadía de Dunfermline.

## Datos biográficos iniciales
Era aún un niño cuando su padre fue asesinado por Macbeth. Pasó su infancia en Northumbria refugiado con su tío, el conde Siward, que lo estableció en 1054 en Cumbria y en Lothian, teniendo para entonces adoptadas las costumbres anglosajonas. Permaneció 15 años en la corte sajona, en el reinado de Eduardo. Hasta 1058 pudo observar el estilo de gobierno de los reyes y cómo Eduardo no era popular con los aristócratas sajones, lo que le hizo ver los problemas del entorno. 
El reino de Malcolm no se extendió por todo el territorio de la Escocia moderna: el norte y el oeste de Escocia permanecieron bajo el dominio escandinavo, Hiberno-nórdico, y los territorios bajo el gobierno de los reyes de Escocia no se extendieron mucho más allá de los límites establecidos por Malcolm II hasta el siglo XII. Malcolm III luchó una serie de guerras contra el Reino de Inglaterra, que pudo haber tenido como objetivo la conquista del condado inglés de Northumbria. Estas guerras no dieron lugar a avances significativos hacia el sur. El logro principal de Malcolm fue continuar un linaje que gobernó Escocia durante muchos años, aunque su papel como fundador de una dinastía tiene más que ver con la propaganda de su hijo menor David I de Escocia y sus descendientes que con la historia.
Por venganza, destruyó el castillo de Inverness y levantó otro cerca, en la colina del Castillo o Castle Hill. Invadió Inglaterra cinco veces entre 1061 y 1093.

## Muerte
Malcolm murió en 1093 en la Batalla de Alnwick, en Northumberland. En ella, que tuvo lugar el 13 de noviembre de 1093, murió junto a su hijo y heredero Eduardo, al enfrentarse a un ejército formado por caballeros liderados por Robert de Mowbray.